# Ivan (ur. 1997)
Ivan Quaresma da Silva (ur. 2 lipca 1997 w Rio das Pedras) – brazylijski piłkarz pochodzenia włoskiego występujący na pozycji bramkarza, od 2024 roku zawodnik Internacionalu.